# Список прем'єр-міністрів Об'єднаних Арабських Еміратів
Прем'єр-міністр Об'єднаних Арабських Еміратів — голова уряду Об'єднаних Арабських Еміратів.

## Список
| № | Ім'я                         | Фото | Роки життя        | Роки на посаді          |
| - | ---------------------------- | ---- | ----------------- | ----------------------- |
| 1 | Мактум ібн Рашид аль-Мактум  |      | 1946 — 04.01.2006 | 09.12.1971 — 25.04.1979 |
| 2 | Рашид ібн Саїд аль-Мактум    |      | 1914 — 07.10.1990 | 25.04.1979 — 07.10.1990 |
| 3 | Мактум ібн Рашид аль-Мактум  |      | 1946 — 04.01.2006 | 08.10.1990 — 04.01.2006 |
| 4 | Магомед ібн Рашид аль-Мактум |      | 22.07.1949        | 05.01.2006 — дотепер    |